# Union générale arménienne de bienfaisance
L'Union générale arménienne de bienfaisance abrégée UGAB (en arménien Հայկական Բարեգործական Ընդհանուր Միութիւն  (Հ.Բ.Ը.Մ.), en anglais Armenian General Benevolent Union abrégée AGBU) est une organisation à but non lucratif arménienne créée en 1906 par Boghos Nubar Pacha.

## Histoire
Fondée le 15 avril 1906, elle avait son siège au Caire, en Égypte. Au début de la Seconde Guerre mondiale, il installe son siège à New York, aux États-Unis. Avec ses programmes éducatifs, culturels et humanitaires, il se consacre à la préservation et à la promotion de l'identité et du patrimoine des Arméniens. Il dispose d'un budget international annuel de 36 millions USD, couvrant un univers de 400 000 Arméniens dans 35 pays.

## Présidents
- Boghos Nubar (1906–1928) – Fondateur
- Calouste Gulbenkian (1930–1932)
- Zareh Nubar (1932–1943)
- Arshag Karagheusian (1943–1953)
- Alex Manoogian (1953–1989) – Président honoraire à vie.
- Louise Manoogian Simone (1989–2002)
- Berge Setrakian (2002–présent)